# Liste von Bibliotheken in Rheinland-Pfalz
Dieser Artikel umfasst Bibliotheken im deutschen Land Rheinland-Pfalz. Als Landesbibliographie gilt die Rheinland-Pfälzische Bibliographie.

## Bibliotheken nach Städten
Bernkastel-Kues
- Bibliothek des St. Nikolaus-Hospitals (Bernkastel-Kues)

Glees
- Bibliothek der Abtei Maria Laach

Kaiserslautern
- Hochschulbibliothek Kaiserslautern
- Pfalzbibliothek

Koblenz
- Stadtbibliothek Koblenz
- Rheinische Landesbibliothek Koblenz

Ludwigshafen am Rhein
- Hochschulbibliothek Ludwigshafen am Rhein
- Stadtbibliothek Ludwigshafen

Mainz
- Stadtbibliothek Mainz
- Martinus-Bibliothek
- Öffentliche Bücherei – Anna Seghers
- Universitätsbibliothek Mainz

Speyer
- Bibliothek und Medienzentrale der Evangelischen Kirche der Pfalz
- Historische Bibliothek des Gymnasiums am Kaiserdom Speyer
- Pfälzische Landesbibliothek Speyer

Trier
- Stadtbibliothek Trier (Weberbach)

Worms
- Stadtbibliothek Worms
  - Luther-Bibliothek (Worms)

Zweibrücken
- Bibliotheca Bipontina
- Stadtbücherei Zweibrücken

## Landesbibliotheken
- Landesbibliothekszentrum Rheinland-Pfalz
  - Rheinische Landesbibliothek Koblenz
  - Pfälzische Landesbibliothek Speyer
  - Bibliotheca Bipontina Zweibrücken
  - Büchereistelle Koblenz
  - Büchereistelle Neustadt
- Pfalzbibliothek Kaiserslautern

## Hochschul- und wissenschaftliche Spezialbibliotheken
- Fachhochschulbibliothek Bingen
- Universitätsbibliothek Kaiserslautern
- Hochschulbibliothek Kaiserslautern
- Fachhochschulbibliothek Koblenz
- Hochschulbibliothek Ludwigshafen am Rhein
- Fachhochschulbibliothek Mainz
- Bibliothek des Instituts für Europäische Geschichte Mainz
- Universitätsbibliothek Mainz
- Jahn-Bibliothek für afrikanische Literaturen
- Historische Bibliothek des Gymnasiums am Kaiserdom Speyer
- Fachhochschulbibliothek Trier
- Universitätsbibliothek Trier
- Fachhochschulbibliothek Worms

## Kommunale Bibliotheken
- Stadtbücherei Alzey
- Stadtbücherei Andernach
- Stadtbücherei Bad Dürkheim
- Stadtbücherei Bad Ems
- Stadtbibliothek Bad Kreuznach
- Stadtbibliothek Bad Neuenahr
- Stadtbibliothek Bingen
- Stadtbücherei Boppard
- Stadtbibliothek Diez
- Stadtbücherei Frankenthal
- Stadtbibliothek Germersheim
- Stadtbücherei Grünstadt
- StadtBücherei Hachenburg
- Stadtbücherei Höhr-Grenzhausen
- Stadtbücherei Idar-Oberstein
- Stadtbücherei Ingelheim
- Stadtbücherei Kandel
- Stadtbibliothek Koblenz
- Stadtbibliothek Konz
- Stadtbibliothek Landau
- Stadtbücherei Lahnstein
- Stadtbibliothek Ludwigshafen
- Stadtbibliothek Mainz
- Stadtbücherei Montabaur
- Stadtbücherei Neustadt an der Weinstraße
- Stadtbibliothek Neuwied
- Stadtbücherei Pirmasens
- Stadtbücherei Schifferstadt
- Stadtbibliothek Speyer
- Stadtbibliothek Trier
- Stadtbücherei Wittlich
- Stadtbibliothek Worms
- Stadtbücherei Wörth am Rhein
- Stadtbücherei Zweibrücken

## Kirchliche Bibliotheken
- Bibliothek der Abtei Maria Laach
- Bibliothek und Medienzentrale der Evangelischen Kirche der Pfalz
- Martinus-Bibliothek – Wissenschaftliche Diözesanbibliothek des Bistums Mainz
- Diözesanbibliothek des Bischöflichen Priesterseminars Speyer
- Diözesanbibliothek des Bischöflichen Priesterseminars Trier
- Luther-Bibliothek (Worms)